# Pony (singolo)
Pony è il singolo di maggiore successo del cantante statunitense Ginuwine, pubblicato come primo estratto dell'album di debutto dell'artista Ginuwine... The Bachelor (1996).

## Descrizione
Il testo venne interamente scritto dal cantante, che inoltre coprodusse la canzone assieme al famoso artista Timbaland, per la prima volta nella sua carriera in veste di produttore. Lo stesso Timbaland ha poi rivelato di aver creato la base della canzone già nel 1989, ben sette anni prima della pubblicazione ufficiale del singolo. Pony venne registrata nel 1994 a New York, nello studio di Timbaland.

## Video musicale
Il videoclip ufficiale della canzone, diretto da Michael Lucero e girato al "Cowboy Palace Saloon" di Chatsworth, in California, vede Ginuwine e la sua crew di ballo entrare nel locale country sotto gli occhi inizialmente maldisposti dei cowboy presenti, che però alla fine vengono conquistati dalla coreografia accattivante dei ballerini.

## Accoglienza

### Critica
Pony come debutto di Ginuwine venne accolta molto positivamente dalla critica musicale.
La Billboard scrisse: "Questo jam sexy, suonato attraverso metafore non troppo velate, è costruito su un ritmo uniforme e perfetti cori di sottofondo. [...] Nonostante la base si avvicini a jam già sentiti, Ginuwine compensa con uno stile accattivante e funk."
La canzone ottenne inoltre una A- dalla rivista statunitense Entertainment Weekly, votazione molto buona.

## Successo commerciale
La canzone raggiunse la prima posizione nella classifica Billboard Hot R&B Singles per due settimane consecutive, e raggiunse anche la sesta posizione nella Billboard Hot 100 il 23 novembre 1996. A livello internazionale, la canzone  si classificò nella top 40 in diversi paesi europei, compresa l'Italia.

## Nella cultura di massa
La canzone è presente nella colonna sonora del film del 2015 Magic Mike XXL, in una scena in cui il protagonista Channing Tatum si muove sensualmente sul palco in una coreografia da solista. Il brano ritorna anche nella colonna sonora del sequel del film del 2015, Magic Mike - The Last Dance (2023).